# Youdan Cup
La Youdan Cup fu la competizione calcistica più antica della storia. Si giocò a Sheffield, Inghilterra e venne vinta dall'Hallam Football Club. Il nome deriva dal proprietario di un teatro della zona, Thomas Youdan, che sponsorizzò la competizione e provvedette al trofeo.
La finale fu giocata al Bramall Lane il 5 marzo 1867, fu regolata con le Sheffield Rules e vide l'Hallam battere il Norfolk per 2 rouges a 1 (un rouge veniva ottenuto per ogni conclusione nel raggio di 8 iarde dalla porta - che misurava solo 4 iarde - e si calcolava solo in caso di parità di punteggio) nella partita conclusa 0-0.
La competizione non fu riproposta e la coppa stessa sparì fino al 1997, quando un collezionista scozzese, venuto in possesso del trofeo, contattò l'Hallam FC. Il club decise allora di acquistare il cimelio per 2.000 sterline.

## Partecipanti
Broomhall
Fir Vale
Garrick
Hallam
Heeley
Mackenzie
United Mechanics
Milton
Norfolk
Norton
Pitsmoor
Wellington
Da notare che tutte le succitate squadre, ad eccezione dell'Hallam, sono scomparse.

## Il torneo

### Primo turno
16 Febbraio 1867 ore 15:00 Norton 2-0 Unitedmechanics Norton
16 Febbraio 1867 ore 15:00 Mackenzie 1-0 Garrick The Orphanage
16 Febbraio 1867 ore 15:00 Hallam 2-0 Heeley Sandyagate Road
16 Febbraio 1867 ore15:00 Norfolk 2-0 Fir Vale Norfolk Park
16 Febbraio 1867 ore15:00 Bromhall 2-0 Pitsmoor Ecclesall road
16 Febbraio 1867 ore15:00 Wellington 0-2 Milton The Orphanage

### Secondo turno
23 Febbraio 1867 ore15.00 Norfolk 1-0 Bromhall Norfolk Park
23 Febbraio 1867 ore15:00 Norton 0-0 Hallam Norton
23 Febbraio 1867 ore15:00 Mackenzie 1-0 Milton The Orphanage

#### Replay
25 Febbraio 1867 ore15:00 Hallam 1-0 Norton

### Semifinali
2 Marzo 1867 ore 15:00 Hallam 4-0 Mackenzie                                                          Bramall Lane
Norfolk bye

### Finale
5 Marzo 1867 ore 15:00 Hallam 2-1 Norfolk Bramall Lane        2000 Spettatori

### Finale 2 posto
9 Marzo 1867 ore 15:00 Norfolk 2-0 Mackenzie                                                           Bramall Lane